# Mánika
Mánika (en griego, Μάνικα) es un yacimiento arqueológico ubicado cerca de la ciudad de Calcis, en la isla de Eubea, Grecia. Algunos de sus hallazgos se exponen en el Museo Arqueológico de Calcis.
En este yacimiento arqueológico se han hallado un asentamiento y una necrópolis de gran importancia durante la Edad del Bronce temprana (entre el 3000 y el 1900 a. C.) Una parte de la antigua necrópolis no ha podido ser estudiada debido a la construcción de edificios modernos sobre su emplazamiento.
Este asentamiento gozaba de una posición estratégica en la que controlaba el comercio de metales y obsidiana a través del golfo de Eubea. 
Del asentamiento, se han identificado restos de construcciones públicas (como almacenes y vías de comunicación) y viviendas, principalmente de forma rectangular, pero algunas tenían forma arqueada.
Con respecto a la necrópolis, se estima que contiene unas 5000 tumbas de las que unas 300 han sido estudiadas. En ellas, junto a los restos óseos, se ha encontrado cerámica y herramientas de metal. La cerámica es principalmente de origen helénico pero también la hay procedentes de Oriente y de las Cícladas.
Las primeras excavaciones en el área fueron llevadas a cabo en 1906 por Georgios Papavasiliou; en 1955 se realizó otra excavación bajo la dirección de Dimitris Teojaris y, en las décadas de 1970 y 1980 fueron Efi Sapouna y Adamantios Sampson quienes nuevamente excavaron en el lugar.